# Reticulaphis foveolatae
Reticulaphis foveolatae är en insektsart som först beskrevs av Takahashi, R. 1935.  Reticulaphis foveolatae ingår i släktet Reticulaphis och familjen långrörsbladlöss. Inga underarter finns listade i Catalogue of Life.